# Heinz Wöltje
Heinrich August Louis „Heinz“ Wöltje (* 4. Januar 1902 in Hannover; † 26. September 1968 in Windhoek, Namibia) war ein deutscher Hockeyspieler und späterer Funktionär.
Heinz Wöltje debütierte 1925 in der deutschen Hockeynationalmannschaft. Bei den Olympischen Spielen 1928 in Amsterdam gehörten mit ihm sowie Kurt Haverbeck und Herbert Hobein gleich drei Spieler vom DHC Hannover zum deutschen Aufgebot. Im Auftaktspiel siegte die deutsche Mannschaft gegen Spanien, dann verlor sie mit 1:2 gegen die niederländischen Gastgeber, Wöltje erzielte das einzige Tor für die deutsche Mannschaft. Der Außenverteidiger fehlte im Spiel gegen Frankreich, wirkte aber im Spiel um den dritten Platz gegen Belgien mit. Deutschland schlug die Belgier mit 3:0 und gewann die Bronzemedaille. Insgesamt wirkte Heinz Wöltje von 1925 bis 1929 in 12 Länderspielen mit.
Nach dem Zweiten Weltkrieg war Wöltje 1949 bei der Wiedergründung des Deutschen Hockey-Bundes dabei und fungierte bis 1965 als Schatzmeister. Daneben wirkte er viele Jahre als Vorsitzender beim DHC Hannover. Die 1970 eingeweihte Sporthalle des DHC Hannover wurde nach ihm benannt.